# الوزيعة
الوزيعة (بالأمازيغية:tamechret ثمشرط) هي إحدى العادات التي يحييها سكان أرياف الجزائر وخاصة أمازيغ منطقة االقبائل ( تيزي وزو، بجاية، سطيف،برج بوعريريج) ومنطقة الأوراس بشرق البلاد، وبني ميزاب بالجنوب في عدة مناسبات خاصة عاشوراء وشهر رمضان والمولد النبوي وبداية موسم الحرث حيث يقومون بذبح عدد من الأبقار يشترك الأهالي في شرائها، ويتقاسمون لحمها في الاخير حتى يكون اللحم في متناول الجميع، والفقراء الذين لا يشتركون يحصلون، أيضا، على حصتهم من اللحم؛ ما يجعل هاته العادة تكافل اجتماعي أكثر منها شيء آخر وتعتبر موروث ثقافي الجزائري.
تجبر العامة، خصوصا في البوادي والأرياف، ... على انتهاج نظام «الوزيعة» المتمثل في اقتسام طوعي للحم ذبيحة الغنم أو البقر أو الإبل، بسبب عدم توافر القدرة على التزود من جزار المدينة، وتكون هذه «الوزيعة» في أغلب الأحيان اضطرارية. کما أن أغلبية الشرائح الاجتماعية تنتظر عيد الأضحى لتغنم بلذائذ اللحوم ولتقوم بعمليات الحزن والتصبير (القديد). واعتبرت مناسبات الأفراح، كالختان والزواج، «ولائم مبهجة»؛ لأنها تجود بالأغذية اللحمية المفقودة في الأزمنة العادية.

## أصل العادة
الوزيعة تقليد اجتماعي سبق وصول الإسلام إلى شمال أفريقيا حيث لا تزال تمارسه جهات عديدة في الجزائر، خاصة في منطقة القبائل.